# Dasymys incomtus
Dasymys incomtus és una espècie de mamífer rosegador de la família dels múrids. Viu a Angola, Botswana, Burundi, Etiòpia, Kenya, Malawi, Moçambic, Namíbia, la República Democràtica del Congo, Ruanda, Sud-àfrica, el Sudan del Sud, Eswatini, Tanzània, Uganda, Zàmbia i Zimbàbue. Ocupa una gran varietat d'hàbitats, incloent-hi els boscos, les sabanes, els aiguamolls i els herbassars. És una espècie en risc mínim, és a dir, no sembla que hi hagi cap amenaça significativa per a la seva supervivència. El seu nom específic, incomtus, significa ‘sense ornaments’ en llatí.